# Laurence Niyonsaba
Laurence Niyonsaba (sinh ngày 14 tháng 6 năm 1973) là một vận động viên chạy cự ly trung bình người Rwanda. Bà đã thi đấu ở nội dung 1500 mét nữ tại Thế vận hội Mùa hè 1992.